# 1937 في فرنسا
فيما يلي قوائم الأحداث التي وقعت خلال عام 1937 في فرنسا.

## أحداث
- 1 يناير – معرض باريس الدولي

## سياسة

### تعيين في المنصب
- 1 يناير – روبير شومان عضو المجلس العام  [لغات أخرى]‏.
- 29 يونيو – فينسنت أوريول وزير العدل.

## رياضة
- 28 مارس – سباق باريس روبيه 1937 الفائزون Noël Declercq [الإنجليزية]‏، Albert Hendrickx [الإنجليزية]‏، جول روسي.

## ظهور
- 1 يناير – ماري كلير

## أفلام
من الأفلام التي صدرت هذه السنة في فرنسا:
- 4 يونيو – الوهم الكبير من إخراج جان رينوار.[1]

## كتب
من الكتب التي صدرت هذه السنة في فرنسا:
- 1 يناير – الأمل من تأليف أندريه مالرو.

## مواليد

### يناير
- 1 يناير – زكية داود صحفية فرنسية.[2]
- 12 يناير – ماري دوبويس ممثلة فرنسية.[3]
- 15 يناير – جيرار غيران ممثل فرنسي.

### فبراير
- 1 فبراير – ماريان ويسنيسكي لاعب كرة قدم فرنسي.[4]
- 12 فبراير – أناتول نوفاك درّاج طريق فرنسي.
- 12 فبراير – ماريز كوندي
- 24 فبراير – جان فرانسوا بايلي ممثل فرنسي.

### مارس
- 2 مارس – ميشيل ديمازور
- 18 مارس – مارك ألين شاعر فرنسي.
- 21 مارس – بيير-جان ريمي كاتب فرنسي.[5]

### أبريل
- 5 أبريل – جان بيير بيتيت[6]
- 26 أبريل – جان بيير بيلتويسي[7]

### يونيو
- 19 يونيو – أندريه غلوكسمان فيلسوف فرنسي.[8]

### يوليو
- 12 يوليو – ليونيل جوسبان[9]
- 18 يوليو – فنسنت بينيل[10]

### أغسطس
- 4 أغسطس – تيري رولان[11]
- 15 أغسطس – دينيس باباس لاعب كرة قدم فرنسي.

### سبتمبر
- 21 سبتمبر – ميشيل ستيفينارد لاعب كرة قدم فرنسي.
- 27 سبتمبر – علي تونسي سياسي جزائري.

### أكتوبر
- 13 أكتوبر – سامي فراي ممثل فرنسي.[12]
- 30 أكتوبر – كلود ليلوش[13]

### ديسمبر
- 23 ديسمبر – روجر موريس بونيه عالم فلك فرنسي.[14]

## وفيات

### يناير
- 31 يناير – مارجريت أودو (مواليد 1863) كاتبة فرنسية.[15]

### مارس
- 12 مارس – شارل ماري ويدور (مواليد 1844)[16]
- 23 مارس – جاك كفالييه (مواليد 1869) أستاذ جامعي فرنسي.[17]

### أبريل
- 15 أبريل – أوسكار بلوخ (مواليد 1877)[18]

### يونيو
- 2 يونيو – لويس فيرن (مواليد 1870)[19]
- 18 يونيو – غاستون دومرغ (مواليد 1863) سياسي فرنسي.[20]
- 25 يونيو – كولين كلايف (مواليد 1900)[21]

### سبتمبر
- 2 سبتمبر – بيير دي كوبرتان (مواليد 1863)[22]
- 27 سبتمبر – لويس دي روبرت (مواليد 1871) كاتب فرنسي.

### ديسمبر
- 28 ديسمبر – موريس رافيل (مواليد 1875) ملحن فرنسي.[23]